# Johanna Lachnit
Johanna Lachnit (geborene Höbinger, * 27. März 1914 in Wien; † 3. Juni 2011 ebenda) war eine österreichische Ärztin und Oberphysikatsrat in Wien.
Lachnit hat während des Zweiten Weltkriegs und in den Nachkriegsjahren in Kooperation mit der Gemeinde Wien als Erste eine fahrende Mütterberatung aufgebaut, um die ärztliche Versorgung von Müttern und Kindern in medizinisch unterversorgten Teilen von Wien und Umgebung zu verbessern. Auch in ihrer langjährigen Tätigkeit als Amts- und Schulärztin trug Lachnit erheblich zur Verbesserung der gesundheitlichen Situation insbesondere von Kindern bei. 1974 erhielt Lachnit das Goldene Ehrenzeichen für die Verdienste um die Republik Österreich anlässlich ihres 60. Geburtstages.
| Personendaten    | Personendaten                                    |
| ---------------- | ------------------------------------------------ |
| NAME             | Lachnit, Johanna                                 |
| ALTERNATIVNAMEN  | Höbinger, Johanna (Geburtsname)                  |
| KURZBESCHREIBUNG | österreichische Ärztin und Stadtphysikus in Wien |
| GEBURTSDATUM     | 27. März 1914                                    |
| GEBURTSORT       | Wien                                             |
| STERBEDATUM      | 3. Juni 2011                                     |
| STERBEORT        | Wien                                             |